# Ляшко, Виктор Кириллович
Ви́ктор Кири́ллович Ляшко́ (укр. Віктор Кирилович Ляшко; род. 24 апреля 1980, село Осова, Дубровицкий район, Ровенская область, Украинская ССР, СССР) — украинский государственный деятель, министр здравоохранения Украины с 20 мая 2021 года, заслуженный врач Украины (2020).

## Биография
Родился 24 апреля 1980 года в селе Осова Дубровицкого района Ровенской области.
В 2003 году закончил Национальный медицинский университет имени А. А. Богомольца. Работал чиновником в санэпидемстанции.
В 2014 году Ляшко стал председателем общественной организации «Инфекционный контроль в Украине».
В 2015 году окончил обучение на факультете «Государственное управление в области охраны здоровья» Национальной академии государственного управления при Президенте Украины. Получил степень магистра в сфере здравоохранения.
В 2018—2019 годах работал в Центре общественного здоровья Министерства здравоохранения Украины.
11 марта 2020 года Виктор Ляшко был назначен главным государственным санитарным врачом Украины.
20 мая 2021 года был назначен министром здравоохранения Украины.
Член СНБОУ (с 7 февраля 2025).
16 июля 2025 года правительство Дениса Шмыгаля был отправлено в отставку. 17 июля 2025 года стало известно, что в новом правительстве Юлии Свириденко, министр Ляшко сохранил свою должность.

## Награды
- Заслуженный врач Украины (2020)[8].
- Орден «За заслуги» ІІІ степени (23 августа 2022)[9].

## Личная жизнь
Женат на Ляшко Ирине Леонидовне. Дочь — Ляшко Дарья Викторовна.